# Ludo Frijns
Ludo Frijns (né le 22 mars 1957 à Tongres,) est un coureur cycliste belge, actif dans les années 1970 et 1980.

## Biographie
En 1978, Ludo Frijns remporte une étape du Tour de Basse-Saxe ainsi que le classement général du Tour du Limbourg amateurs. Il évolue ensuite au niveau professionnel entre 1979 et 1987. Durant cette période, il s'illustre principalement dans des kermesses belges en obtenant plusieurs victoires et diverses places d'honneur. Il participe également au Tour de France en 1982 avec l'équipe Boule d'Or-Sunair-Colnago. 

## Palmarès et résultats

### Palmarès par année
- 1978
  - 3e étape du Tour de Basse-Saxe
  - Tour du Limbourg amateurs
  - 2e de la Coupe Egide Schoeters
- 1979
  - 2e du Circuit des bords flamands de l'Escaut
- 1983
  - 2e de Bruxelles-Ingooigem
- 1984
  - Circuit du Houtland
- 1986
  - Puivelde Koerse
  - 2e du Textielprijs Vichte

### Résultats sur les grands tours

#### Tour de France
1 participation
- 1982 : abandon (16e étape)